# Acacia valenzuelana
Acacia valenzuelana é uma espécie de leguminosa do gênero Acacia, pertencente à família Fabaceae.